# Qualificazioni al campionato mondiale di calcio 2006 - UEFA (gruppo 4)

## Classifica
| Squadra  | Pt | G  | V | N | P | GF | GS | DR  |
| -------- | -- | -- | - | - | - | -- | -- | --- |
| Francia  | 20 | 10 | 5 | 5 | 0 | 14 | 2  | +12 |
| Svizzera | 18 | 10 | 4 | 6 | 0 | 18 | 7  | +11 |
| Israele  | 18 | 10 | 4 | 6 | 0 | 15 | 10 | +5  |
| Irlanda  | 17 | 10 | 4 | 5 | 1 | 12 | 5  | +7  |
| Cipro    | 4  | 10 | 1 | 1 | 8 | 8  | 20 | -12 |
| Fær Øer  | 1  | 10 | 0 | 1 | 9 | 4  | 27 | -23 |

## Risultati
| Saint-Denis 4 settembre 2004 | Francia | 0 – 0 | Israele |  |

| Dublino 4 settembre 2004 | Irlanda | 3 – 0 | Cipro |  |

| Basilea 4 settembre 2004 | Svizzera | 6 – 0 | Fær Øer |  |

| Tel Aviv 8 settembre 2004 | Israele | 2 – 1 | Cipro |  |

| Basilea 8 settembre 2004 | Svizzera | 1 – 1 | Irlanda |  |

| Tórshavn 8 settembre 2004 | Fær Øer | 0 – 2 | Francia |  |

| Saint-Denis 9 ottobre 2004 | Francia | 0 – 0 | Irlanda |  |

| Tel Aviv 9 ottobre 2004 | Israele | 2 – 2 | Svizzera |  |

| Nicosia 9 ottobre 2004 | Cipro | 2 – 2 | Fær Øer |  |

| Nicosia 13 ottobre 2004 | Cipro | 0 – 2 | Francia |  |

| Dublino 13 ottobre 2004 | Irlanda | 2 – 0 | Fær Øer |  |

| Nicosia 17 novembre 2004 | Cipro | 1 – 2 | Israele |  |

| Saint-Denis 26 marzo 2005 | Francia | 0 – 0 | Svizzera |  |

| Tel Aviv 26 marzo 2005 | Israele | 1 – 1 | Irlanda |  |

| Zurigo 30 marzo 2005 | Svizzera | 1 – 0 | Cipro |  |

| Tel Aviv 30 marzo 2005 | Israele | 1 – 1 | Francia |  |

| Toftir 4 giugno 2005 | Fær Øer | 1 – 3 | Svizzera |  |

| Dublino 4 giugno 2005 | Irlanda | 2 – 2 | Israele |  |

| Tórshavn 8 giugno 2005 | Fær Øer | 0 – 2 | Irlanda |  |

| Toftir 17 agosto 2005 | Fær Øer | 0 – 3 | Cipro |  |

| Lens 3 settembre 2005 | Francia | 3 – 0 | Fær Øer |  |

| Basilea 3 settembre 2005 | Svizzera | 1 – 1 | Israele |  |

| Nicosia 7 settembre 2005 | Cipro | 1 – 3 | Svizzera |  |

| Dublino 7 settembre 2005 | Irlanda | 0 – 1 | Francia |  |

| Tórshavn 7 settembre 2005 | Fær Øer | 0 – 2 | Israele |  |

| Tel Aviv 8 ottobre 2005 | Israele | 2 – 1 | Fær Øer |  |

| Berna 8 ottobre 2005 | Svizzera | 1 – 1 | Francia |  |

| Nicosia 8 ottobre 2005 | Cipro | 0 – 1 | Irlanda |  |

| Saint-Denis 12 ottobre 2005 | Francia | 4 – 0 | Cipro |  |

| Dublino 12 ottobre 2005 | Irlanda | 0 – 0 | Svizzera |  |